# Wiktor Andrejewitsch Polupanow
Wiktor Andrejewitsch Polupanow (russisch Виктор Андреевич Полупанов; * 1. Januar 1946 in Chimki) ist ein ehemaliger sowjetisch-russischer Eishockeyspieler, der eine Goldmedaille bei Olympischen Winterspielen gewann, viermal Weltmeister wurde und mit dem ZSKA Moskau viermal die  sowjetische Meisterschaft gewann.

## Karriere

### Anfänge in Chimki
Wiktor Polupanow spielte als Kind Eishockey auf den Hinterhöfen seines Wohngebiets. Irgendwann entschloss er sich, bei der Werksmannschaft des lokalen  Luftfahrtunternehmens Lawotschkin an einem Sichtungstraining teilzunehmen und wurde in diese aufgenommen. Dort spielte er als Kind und Jugendlicher immer als Kapitän und spielte schon als unter 14-Jähriger in der Herrenmannschaft. Im Alter von 14 Jahren wurde seine 5er-Formation (3 Stürmer und 2 Verteidiger) zu einer Sichtung von Dynamo Moskau geschickt, letztlich wurde Polupanow in das Nachwuchsprogramm von Dynamo aufgenommen. Bei Dynamo spielte er parallel im Fußballteam.

### Als Juniorenspiele bei Dynamo und dem ZSKA
Zu dieser Zeit wurden die besten Nachwuchsspieler der Sowjetunion in der Sportschule des ZSKA Moskau konzentriert und Polupanow wurde dorthin delegiert. Dort bildete er mit Wladimir Wikulow und Wiktor Jeremin eine sehr treffsichere Angriffsreihe. Parallel spielte er weiter Fußball bei Dynamo, gab dies aber später auf, da er verrückt nach Eishockey gewesen sei, wie er Lew Jaschin auf dessen Frage nach dem Grund für diesen Schritt antwortete. Der Auslöser dieser Entscheidung war der Entschluss von Anatoli Tarassow, Polupanow in die Herrenmannschaft des ZSKA zu holen und ihn dort mit Wladimir Wikulow und Anatoli Firsow in einer Reihe spielen zu lassen. Dafür verlangte er jedoch, dass Polupanow mit dem Fußballspiel brechen müsse.
Während seiner Karriere spielte er für HK ZSKA Moskau und Krylja Sowetow Moskau. Insgesamt erzielte er 154 Tore in 293 Spielen in der sowjetischen Liga.

### International
Am 5. Dezember 1965 stand er in einem Spiel gegen Schweden zum ersten Mal für die sowjetische Nationalmannschaft  auf dem Eis. Seine internationale Karriere wurde mit der Goldmedaille bei den Olympischen Winterspielen 1968 gekrönt. Für die Nationalmannschaft erzielte er 43 Tore in 75 Länderspielen.
Bei Eishockey-Weltmeisterschaften wurde er 1966, 1967 und 1970 mit seiner Mannschaft Weltmeister. 1968 wurde er als Verdienter Meister des Sports der UdSSR ausgezeichnet. Am 10. Dezember 1970 bestritt er sein letztes Länderspiel.

## Erfolge und Auszeichnungen
- 2014 Aufnahme in die russische Eishockey-Ruhmeshalle

### International
- 1966 Goldmedaille bei der Weltmeisterschaft
- 1967 Goldmedaille bei der Weltmeisterschaft
- 1967 Bester Torschütze (11 Tore) der Weltmeisterschaft (zusammen mit Anatoli Firsow)
- 1968 Goldmedaille bei den Olympischen Winterspielen

Goldmedaille bei der Weltmeisterschaft
- 1970 Goldmedaille bei der Weltmeisterschaft

### ZSKA Moskau
- vierfacher Sowjetischer Meister: 1966, 1968, 1970, 1971
- zweifacher sowjetischer Vizemeister: 1967, 1969
- zweifacher Europapokalsieger: 1969, 1970
- vierfacher Sowjetischer Pokalsieger: 1966–1969

### Orden
- 1968 Medaille „Für heldenmütige Arbeit“
- 1968 Verdienter Meister des Sports der UdSSR

## Karrierestatistik

### International
(Legende zur Spielerstatistik: Sp oder GP = absolvierte Spiele; T oder G = erzielte Tore; V oder A = erzielte Assists; Pkt oder Pts = erzielte Scorerpunkte; SM oder PIM = erhaltene Strafminuten; +/− = Plus/Minus-Bilanz; PP = erzielte Überzahltore; SH = erzielte Unterzahltore; GW = erzielte Siegtore; 1 Play-downs/Relegation; Kursiv: Statistik nicht vollständig)